# Jacques Guillaume Thouret
Jacques Guillaume Thouret (* 30. April 1746 in Pont-l’Évêque; † 22. April 1794 in Paris) war Anwalt und aktiver Teilnehmer der Französischen Revolution. Als Abgeordneter der Stadt Rouen für den dritten Stand nahm er 1789 an der Generalständeversammlung teil. Thouret setzte sich für die Säkularisierung ein und war insgesamt vier Mal Präsident der konstituierenden Nationalversammlung. In seiner vierten und letzten Amtszeit war er Mitglied einer Deputation, die dem König Ludwig XVI. 1791 die Verfassung vorlegte. Er wurde als Girondist Opfer der Terrorherrschaft und in Paris guillotiniert.